# Слушкињина прича
Слушкињина прича  (енгл. The Handmaid's Tale) је роман из 1985. који је написала Маргарет Атвуд. Наставак, Сведочанства, објављен је 2019.

## О делу
Радња се одвија у блиској будућности, у тоталитарном, теократском, мизогином друштву имагинарне државе Гилеад и прати судбину младе жене Офред, која живи у домаћинству угледног званичника Фреда, са јединим циљем да њему роди дете, јер његова супруга Серена Џој, то није у могућности. Офред је такозвана "слушкиња": жена која је власништво породице којој је додељена и жива је само захваљујући томе што се од ње очекује да донесе наследника на свет.

## Преводи
Роман је 2006. године објављен на српском језику у преводу Горана Капетановића. Књига, са димензијама од 20 центиметара, има 344 страна. Штампа и повез су ураћени у Марго-арт у Београду, а књига је штампана у тиражу од 1.500 примерака.

## Ликови
- Офред
- Командант
- Серена Џој
- Мојра
- Ник
- Офглен
- Лук

## Награде и номинације
Роман је номинован за Букерову награду 1986. године. 1987. године добио је награду Артур Кларк за најбољи научнофантастични роман објављен на енглеском језику у претходној години. 
Доживео је екранизацију 2000. године. 2016. године по њему је снимљена истоимена ТВ серија.

## Цитати из романа
- Жуделе смо за будућношћу. Како смо се научиле том таленту за незаситост? (I. Ноћ, Глава прва)[2]
- Као и све друго, сада се и мисли морају шпарати. Много је тога о чему је неподношљиво мислити. (II. Куповина, Глава друга)[3]
- Тадашње друштво, рече Тетка Лидија, умирало је од превише могућности за избор. (II. Куповина, Глава пета)[4]
- Али ако то јесте прича, макар и мојој глави, сигурно је причам некоме. Приче не причате сами себе. Увек постоји неко други. (III. Ноћ, Глава седма)[5]
- Али можда је досада еротична, кад се жене досађују за мушкарце. (V. Дремеж, Глава тринаеста)[6]
- Данас проповедници много личе на пословне људе. (VI. Домаћинство, Глава четрнаеста)[7]
- Показују нам само победе, никада поразе. Коме још требају лоше вести? (VI. Домаћинство, Глава четрнаеста)[8]
- ... нико не умире од недостатка секса. Умиремо до недостатка љубави. (VII. Ноћ, Глава осамнаеста)[9]
- Здрав разум је вредна имовина; (VIII. Дан рођења, Глава деветнаеста)[10]
- У тешким околностима жеља за животом везује се за чудне предмете. (VIII. Дан рођења, Глава деветнаеста)[11]
- Међутим, не заборавите да је и праштање моћ. Молити за опроштај јесте моћ, ускратити га или пружити јесте моћ, можда највећа. (VIII. Дан рођења, Глава двадесет трећа)[12]
- Живи у садашњости, искористи је што боље можеш, ништа друго немаш. (IX. Ноћ, Глава двадесет четврта)[13]
- Што год је ућуткано, кроз буку ће се чути, али ћутке. (X. Свици за душу, Глава двадесет пета)[14]
- Један и један и један и један није четири. Сваки остаје јединствен, не могу се спојити. (XI. Ноћ, Глава тридесета)[15]
- Не можеш контролисати шта осећаш, једном је рекла Мојра, али можеш контролисати како се понашаш. (XI. Ноћ, Глава тридесета)[16]
- Тренутак издаје је најгори, тренутак кад ван сваке сумње сазнате да сте издати: да вам је неко друго људско биће пожелело такво зло. (XI. Ноћ, Глава тридесета)[17]
- Кад сам била млађа и замишљала старост, мислила бих: Можда се све више цени кад ти не остане још много времена. (XII. Језавеља, Глава тридесет прва)[18]
- Боље никад не значи боље за све. Увек значи горе за неке. (XII. Језавеља, Глава тридесет друга)[19]
- Међутим, људи ће све урадити само да не признају да им је живот безначајан. То јест бескористан. (XII. Језавеља, Глава тридесет трећа)[20]
- Има нечег моћног у шапутању вулгарности о онима који владају. Има нечег заносног у томе, нечег безобразног, потајног, забрањеног, узбудљивог. То је својеврсна бајалица. Смањује их, своди их на величину с којом можемо да се носимо. (XII. Језавеља, Глава тридесет четврта)[21]
- Може се заронити врло дубоко у себе, толико дубоко да вас више никад не извуку. (XII. Језавеља, Глава тридесет пета)[22]
- Заиста је невероватно на шта ће се људи навићи, докле год имају понеку компензацију. (XIV. Спасење, Глава четрдесет прва)[23]
- Туђи злочини наш су тајни језик. Кроз њих себи показујемо на шта смо ипак способне. (XIV. Спасење, Глава четрдесет друга)[24]
- Као што нам историјска изучавања показују, ниједан нови систем не може сменити претходни а да у себе не инкорпорира многе његове елементе... (Историјске белешке)[25]
- Када моћи нема, свака мрвица моћи је примамљива. (Историјске белешке)[26]
- Како сви историчари знају, прошлост је велика тама, испуњена одјецима.(Историјске белешке)[27]